# Catharine Charlotte van Saksen-Hildburghausen

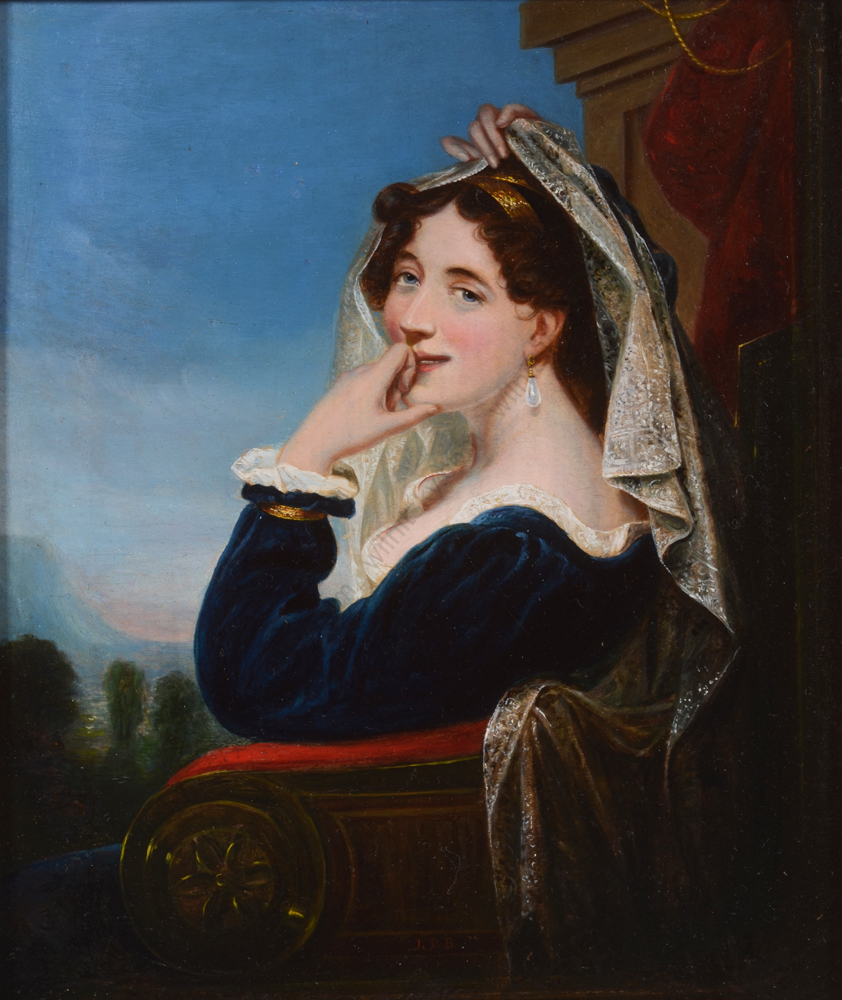
Portret van Johann Philipp Bach, gemaakt tussen 1815 en 1820

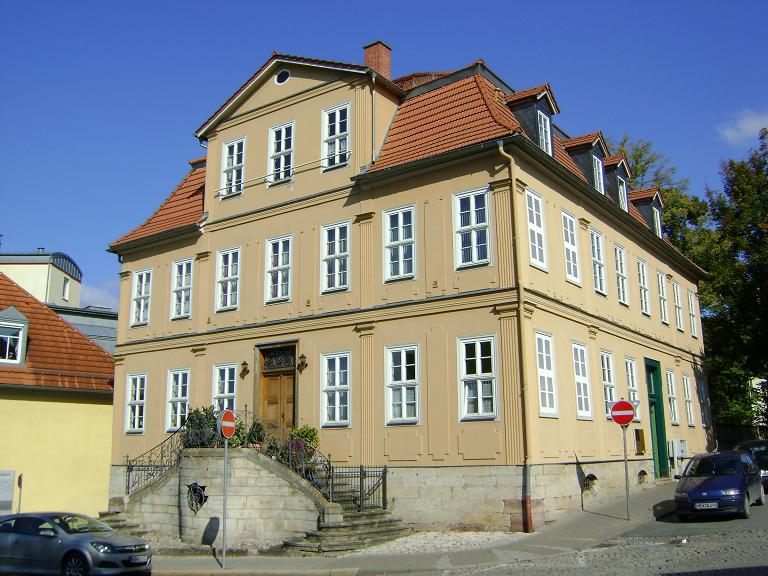
Het huis waar Catharine Charlotte zich na haar scheiding vestigde

Catharine Charlotte Georgine van Saksen-Hildburghausen (Hildburghausen, 17 juni 1787 – Bamberg, 12 december 1847) was een prinses van Saksen-Altenburg en een hertogin van Saksen-Hildburghausen.
Zij was het tweede kind en de oudste dochter van Frederik van Saksen-Hildburghausen en diens vrouw Charlotte Georgine Louise van Mecklenburg-Strelitz. 
Nadat prins Paul van Württemberg, de jongste zoon van koning Frederik I van Württemberg en van Augusta Caroline van Brunswijk-Wolfenbüttel in 1805 het hof te Hildburhausen schriftelijk om haar hand had gevraagd, volgde een korte verlovingstijd. Op 28 september 1805 vond de sluiting van het huwelijk in Ludwigsburg plaats.
Zij kregen de volgende vijf kinderen:
- Helena Charlotte (1807-1873), gehuwd met Michael, zoon van tsaar Paul I van Rusland,
- Frederik (1808-1870), gehuwd met Catharina Frederika van Württemberg, en vader van koning Willem II van Württemberg (1848-1921),
- Karel (1809-1810)
- Pauline (1810-1856), gehuwd met Willem van Nassau,
- August (1813-1885), gehuwd met Marie Behtge.

Sinds 1806 woonde Charlotte in Canstatt, waar haar echtgenoot een huis had gekocht. Zij regelde zelf de hofhouding omdat prins Paul als officier voortdurend afwezig was. In 1813 verliet ze met man en kinderen Württemberg, waarna ze in verschillende plaatsten verbleven (het laatst in Parijs). Na de informele scheiding in 1818 vestigde Charlotte zich in Hildburghausen. Zij leefde daar teruggetrokken, terwijl haar man in Parijs een nieuwe relatie aanging. Haar kinderen bleven aan het koninklijk hof te Ludwigsburg. De laatste jaren van haar leven bracht ze door in het koninklijk Beiers slot te Bamberg (haar zuster was de echtgenote van koning Lodewijk I van Beieren). Hier stierf ze op 12 december 1847.
Bron: Sönke Lorenz, Das Haus Württemberg.